# Jaël Bestué
Jaël-Sakura Bestué Ferrera (* 24. September 2000 in Barcelona) ist eine spanische Leichtathletin, die sich auf den Sprint spezialisiert hat.

## Sportliche Laufbahn
Erste internationale Erfahrungen sammelte Jaël Bestué im Jahr 2016, als sie bei den erstmals ausgetragenen Jugendeuropameisterschaften in Tiflis in 24,13 s den vierten Platz im 200-Meter-Lauf belegte. Im Jahr darauf gewann sie bei den U18-Weltmeisterschaften in Nairobi in 23,61 s die Silbermedaille und belegte anschließend bei den U20-Europameisterschaften in Grosseto in 45,33 s den siebten Platz mit der spanischen 4-mal-100-Meter-Staffel. 2018 gelangte sie bei den U20-Weltmeisterschaften in Tampere bis in das Halbfinale und schied dort mit 23,68 s aus. Zudem nahm sie erstmals an den Europameisterschaften in Berlin teil, bei denen sie mit 23,92 s aber im Vorlauf ausschied. Auch bei den Leichtathletik-Halleneuropameisterschaften 2019 in Glasgow scheiterte sie im 60-Meter-Lauf mit 7,41 s in der ersten Runde. Anschließend gewann sie bei den U20-Europameisterschaften in Borås in 11,59 s die Bronzemedaille im 100-Meter-Lauf und wurde mit der Staffel im Finale disqualifiziert. 2021 belegte sie bei den U23-Europameisterschaften in Tallinn in 11,52 s den vierten Platz über 100 Meter und gewann in 43,74 s die Silbermedaille im Staffelbewerb hinter dem Team aus Deutschland. Anschließend startete sie über 200 Meter bei den Olympischen Spielen in Tokio und scheiterte dort mit neuer Bestleistung von 23,19 s in der ersten Runde aus.
2022 belegte sie bei den Weltmeisterschaften in Eugene mit 42,58 s im Finale den fünften Platz in der 4-mal-100-Meter-Staffel und stellte damit einen neuen spanischen Landesrekord auf. Anschließend schied sie bei den Europameisterschaften in München mit 11,40 s im Halbfinale über 100 Meter aus und gelangte im Staffelbewerb mit 43,03 s auf Rang vier. Im Jahr darauf wurde sie bei den Halleneuropameisterschaften in Istanbul in 7,28 s Achte über 60 Meter. Im Juni wurde sie bei der 1. Liga der Team-Europameisterschaft im Zuge der Europaspiele in Chorzów in 11,25 s Erste im B-Lauf über 100 Meter und mit der Staffel wurde sie in 43,13 s Dritte und sicherte sich damit ligenübergreifend die Bronzemedaille hinter den Teams aus den Niederlanden und Polen. Im August schied sie bei den Weltmeisterschaften in Budapest mit 11,25 s im Halbfinale über 100 Meter aus und auch über 200 Meter schied sie mit 22,60 s im Semifinale aus. Zudem verpasste sie mit der Staffel mit 42,96 s den Finaleinzug. 2024 schied sie bei den Hallenweltmeisterschaften in Glasgow mit 7,24 s im Halbfinale über 60 Meter aus. Im Mai wurde sie bei den World Athletics Relays in Nassau in 42,88 s Dritte im C-Lauf in der 2. Qualifikationsrunde über 4-mal 100 Meter für die Olympischen Spiele in Paris und verpasste damit eine Direktqualifikation. Anschließend belegte sie bei den Europameisterschaften in Rom in 22,93 s den siebten Platz über 200 Meter und belegte mit der Staffel in 42,84 s den fünften Platz. Im August schied sie bei den Olympischen Sommerspielen in Paris mit 23,22 s in der Hoffnungsrunde über 200 Meter aus. Zudem verpasste sie im Staffelbewerb mit 42,77 s den Finaleinzug.
2025 erreichte sie bei den Halleneuropameisterschaften in Apeldoorn das Halbfinale über 60 Meter und schied dort mit 7,22 s aus.
In den Jahren von 2018 bis 2020 sowie 2023 und 2024 wurde Bestué spanische Meisterin im 200-Meter-Lauf sowie 2015 und 2016, 2019 und 2021 in der 4-mal-100-Meter-Staffel und 2022 über 100 Meter. In der Halle wurde sie 2019, 2023 und 2024 Hallenmeisterin über 60 Meter.

## Persönliche Bestzeiten
- 100 Meter: 11,10 s (−0,1 m/s), 22. Juli 2023 in Madrid
  - 60 Meter (Halle): 7,18 s, 17. Februar 2024 in Ourense
- 200 Meter: 22,54 s (+1,7 m/s), 14. Juni 2023 in Castelló de la Plana
  - 200 Meter (Halle): 23,52 s, 15. Februar 2020 in Salamanca